# Kasper Harsberg
Kasper Harsberg es un deportista danés que compitió en vela en la clase Star.
Ganó una medalla de bronce en el Campeonato Mundial de Star de 1995 y una medalla de oro en el Campeonato Europeo de Star de 1996.

## Palmarés internacional
| \| Campeonato Mundial \| Campeonato Mundial \| Campeonato Mundial \| Campeonato Mundial \| \| Año \| Lugar \| Medalla \| Clase \| \| ------------------ \| ------------------------ \| ------------------ \| ------------------ \| \| 1995 \| Laredo (España) \| Medalla de bronce \| Star \| \| Campeonato Europeo \| \| \| \| \| Año \| Lugar \| Medalla \| Clase \| \| 1996 \| Medemblik (Países Bajos) \| Medalla de oro \| Star \| |                          |                   |       |
| Campeonato Mundial |                          |                   |       |
| Año | Lugar                    | Medalla           | Clase |
| 1995 | Laredo (España)          | Medalla de bronce | Star  |
| Campeonato Europeo |                          |                   |       |
| Año | Lugar                    | Medalla           | Clase |
| 1996 | Medemblik (Países Bajos) | Medalla de oro    | Star  |